# Peacock (Schiff)
Die Peacock ist ein Lotsenboot, das in der Mündung des Columbia Rivers an der pazifischen Nordwestküste der USA im Einsatz war. Sie wurde in der Grundkonzeption nach dem Vorbild des DGzRS-Kreuzers Arwed Emminghaus entworfen und über 30 Jahre von der Columbia River Bar Pilots Association betrieben. Zur Zeit ihrer Indienststellung im Jahr 1967 stellte sie einen deutlichen Fortschritt in der Wettbewerbsfähigkeit der Häfen am Columbia River dar. Nach ihrer Außerdienststellung im Jahr 1999 wurde sie zum Museumsschiff und steht seit 2010 vor dem Columbia River Maritime Museum in Astoria an Land.

## Das Schiff
Um die als Seenotrettungskreuzer geplante Konstruktion an die Nutzung als Lotsenboot anzupassen, wurde der Originalriss der 26-Meter-Klasse der DGzRS durch das Schiffbauingenieurunternehmen Maierform überarbeitet. Ein Modell des überarbeiteten Entwurfs wurde vor Baubeginn in der Schiffbauversuchsanstalt in El Pardo bei Madrid untersucht. Die Anzahl der wasserdichten Abteilungen wurde erhöht, ebenso die Anzahl der Abteilungen, bei deren Flutung das Schiff noch schwimmfähig sein sollte, und der Mechanismus sowie die Aufhängung der Heckklappe wurden überarbeitet und verstärkt. Es wurde ein kleiner Steuerstand achtern an Steuerbord (hinten rechts) eingebaut sowie Unterbringungsmöglichkeiten für zwölf Lotsen vorgesehen. Der in Längsspantbauweise mit Rahmenspanten und Außenhautplatten erhöhter Festigkeit erstellte Rumpf besteht aus Stahl. Das Wetterdeck (Walrückendeck), die Aufbauten (Turm) und Teile der inneren Decks sowie Teile der Schotten wurden aus seewasserbeständigem Aluminium gefertigt und mit den Stahlteilen vernietet. Aufgrund der besonderen Konstruktion konnten keine Bauvorschriften einer Klassifikationsgesellschaft genutzt werden. Wie seine Schwesterschiffe ist das Schiff selbstaufrichtend. Zu den weiteren Besonderheiten der Klasse gehört die Ausstattung mit drei Antriebsmaschinen, Propellern und Ruderanlagen.
Bei der ersten Überholung nach der Indienststellung wurden weitere Verstärkungen eingebaut. Die Originalmotoren wurden nach sieben Jahren durch amerikanische Aggregate ersetzt und die Verstellpropeller gegen solche mit festen Flügeln ausgetauscht.

### Name
Die USS Peacock war eines der Schiffe der United States Exploring Expedition. Sie strandete und zerbrach im Jahr 1841 auf der Sandbank nördlich der Mündung, die seither den Namen Peacock Spit trägt. Den Namen trug bereits das Vorgängerfahrzeug der Lotsengesellschaft, ein ehemaliges Militärfahrzeug.

### Daten
Das Schiff hatte die Baunummer 6396. Die Abmessungen bei Ablieferung waren 26,80 Meter Länge über alles, 5,60 Meter Breite bei einem Tiefgang auf Basis von 1,40 Meter. Die Verdrängung betrug 72,5 Tonnen, die erreichte Geschwindigkeit bei der Abnahme 22,5 Knoten. Die Werft berechnete 459.293,82 $ (im Jahr 2023 etwa 3.726.936 $).

### Antrieb
Angetrieben wurde die Peacock anfangs von einem mittig angeordneten Hauptmotor Mercedes MB 820 Db mit 1350 PS, der auf einen Festpropeller wirkte, und zwei Steuerbord und Backbord verbauten Seitenmaschinen des Typs MB 836 Bb mit jeweils 525 PS desselben Herstellers, die auf Verstellpropeller wirkten. Um die Bedienung zu vereinfachen, wurden diese Motoren nach sieben Jahren durch amerikanische Fabrikate ersetzt, die alle auf Festpropeller wirkten.

### Tochterboot
Das Tochterboot, Baunummer 6397, hat eine Länge von 23 Fuß oder 7,01 Metern, nach anderen Angaben 7,50 Meter. Es verdrängte 3,15 Tonnen und war mit einem Mercedes-Dieselmotor mit 105 PS motorisiert. Bei den Werftabnahmefahrten erreichte es eine Geschwindigkeit von 12,4 Knoten und kostete 31.793,82 $ (im Jahr 2023 etwa 257.992 $).

### Revier
An der Mündung des Columbia River trifft die Strömung des Flusses mit vier bis sieben Knoten auf die Gegenströmung von Gezeiten, Meeresströmungen und Wetter. Das mitgeführte Sediment setzt sich im Mündungsbereich in einer etwa fünf Kilometer breiten und zehn Kilometer langen Barre ab, deren Lage und Struktur sich laufend verändern. Aufgrund der Bedingungen kann es zum Entstehen von stehenden Wellen kommen. Der Seegang kann innerhalb von Minuten von ruhig zu lebensbedrohlich wechseln und das Passieren der Barre unmöglich machen.

## Geschichte

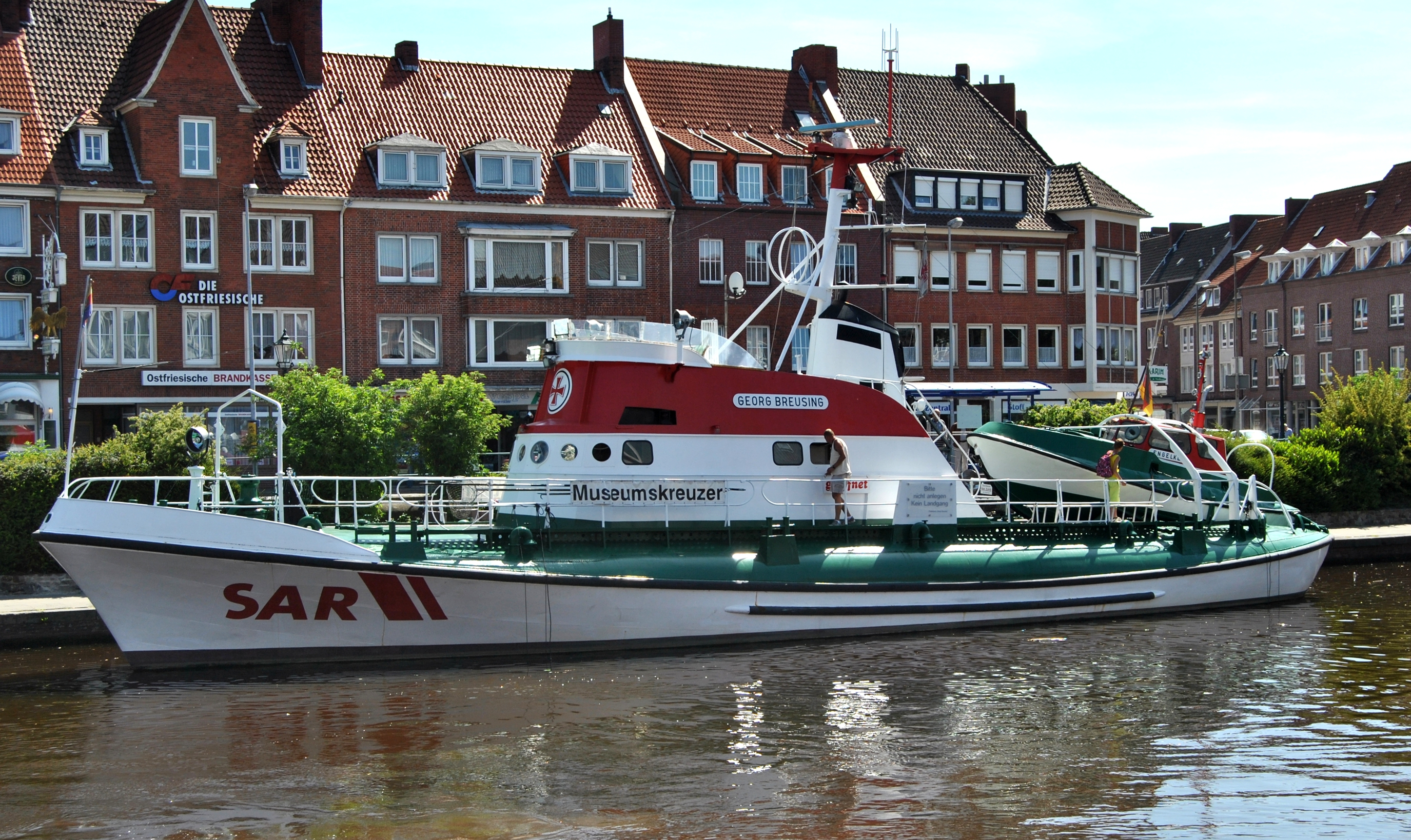
Die Georg Breusing, das Typschiff der Klasse, nach deren Entwurf die Peacock entwickelt wurde. Das Tochterboot der Peacock hat keinen Kajütaufbau.

Bis in die 1960er Jahre wurden die Lotsen auf offener See mit Ruderbooten von ihrem Mutterschiff aus übergesetzt. Sie verfügten über ein im Sommer genutztes 18-Meter-Boot von 1958 und ein ehemaliges Minenräumboot von gut 41 Metern Länge, das von September bis Mai auf Station blieb und zehn Mann Besatzung benötigte. Besonders im Winter und in den Stürmen dieser Jahreszeit war das Versetzen der Lotsen gefährlich und musste bei entsprechend schwerem Wetter ganz eingestellt werden. Dabei wurde ein Anlaufen der Häfen von Portland unmöglich. Diese Sperrungen traten gehäuft im Winter auf, im Jahr etwa 20 bis 30 Mal, und konnten je nach Witterung mehrere Tage anhalten. Mit den kurzen Hafenliegezeiten der aufkommenden Containerliniendienste bedrohten diese Umstände die Konkurrenzfähigkeit der Häfen und damit den gesamten Wirtschaftsraum Portlands. Um Abhilfe zu schaffen, sah sich die Lotsbrüderschaft der Columbia River Bar Pilots nach einem besser geeigneten Lotsenboot um und erhielt bereits in der ersten Hälfte der 1960er Jahre Hinweise auf einen neuen deutschen Rettungskreuzertyp. Auf Einladung der Deutschen Gesellschaft zur Rettung Schiffbrüchiger reisten mehrere Vertreter der Lotsen nach Deutschland und testeten die DGzRS-Kreuzer bei verschiedenen Wetterverhältnissen. Im Mai 1966 wurde ein neues Lotsenboot in Deutschland bestellt, da die Seenotrettungskreuzer der DGzRS für geeignet gehalten wurden, dem Seegang über der Barre gewachsen zu sein. Das an den geplanten Einsatz angepasste Fahrzeug wurde auf der Werft Fr. Schweers in Bardenfleth gebaut und 1967 fertiggestellt. Nachdem die Peacock vom 24. Juni bis zum 31. Juli 1967 an Deck des Frachters Ostfriesland der Bugsier-Reederei nach Astoria transportiert wurde, schloss sich eine zweiwöchige Erprobung auf dem Columbia River an, bevor sie in Betrieb genommen wurde. Bei ihrer Ablieferung war die Peacock nach Einschätzung des mit ihrer Betreuung beauftragten Betriebes das technisch am weitesten entwickelte Zivilschiff der amerikanischen Westküste.
Zusammen mit der Vertiefung des Fahrwassers auf 16 Meter trug das neue Schiff dazu bei, die Konkurrenzfähigkeit der Häfen von Portland zu erhalten. Ein genauer Vergleich der Sperrungen vor und nach der Indienststellung der Peacock ist wegen deren unregelmäßigen, vom Wetter abhängigen Auftretens nicht möglich, doch das neue Schiff konnte unter Bedingungen Lotsen übersetzen, bei denen zuvor der Betrieb eingestellt werden musste, und verringerte damit die Zeiten, in denen ein Anlaufen oder Verlassen des Flusses für Schiffe unmöglich war. Die durch das Wetter bedingten Einschränkungen der Passage wurden nahezu bedeutungslos. Damit blieb der Hafen von Portland neben Seattle, Vancouver und San Francisco konkurrenzfähig. Bis zu ihrer Außerdienststellung im Jahr 1999 überquerte die Peacock die Barre etwa 35.000 Mal.

### Verbleib
Wegen ihrer geschichtlichen Bedeutung wurde die Peacock von der Lotsengesellschaft dem Columbia River Maritime Museum in dem an der Mündung des Columbia River in den Pazifik liegenden Ort Astoria (Oregon) vermacht, wo sie bis 2010 an einem Steg lag und danach vor dem Museum an Land aufgestellt wurde. Da der aufgeschüttete Untergrund für das Gewicht nicht tragfähig genug war, wurden acht Stahlträger bis zu zwölf Meter tief in den Untergrund bis zum anstehenden Felsgestein gerammt. 2012 wurde das Schiff für das amerikanische HAER-Programm beschrieben, in dem bedeutende amerikanische Ingenieurs- und Industriewerke dokumentiert werden sollen. Die entsprechenden Unterlagen sind in der Library of Congress hinterlegt.